# Kamelia-slægten
Kamelia-slægten (Camellia) indeholder mange arter. Her nævnes blot dem, man oftest kan komme i berøring med i Danmark.
| Arter |

- Kamelia (Camellia japonica)
- Tebusk (Camellia sinensis)